# Radu Vasile
Radu Vasile (Sibiu, 10 de octubre de 1942-Bucarest, 3 de julio de 2013) fue un político, historiador y poeta rumano.

## Biografía
Nació el 10 de octubre de 1942 en Sibiu. Como miembro del Partido Nacional Campesino Cristiano Demócrata llegó a ser primer ministro de Rumania entre el 17 de abril de 1998 y el 13 de diciembre de 1999, llevando a cabo un mandato que destacó por su fuerte oposición a la mineriada de febrero de 1999, una manifestación violenta contra el cierre de las minas. Tras su paso por ese puesto, entre 2000 y 2004 fue senador por el Partido Demócrata (PD).
Al margen de su vida política, Vasile publicó obras de poesía bajo el pseudónimo «Radu Mischiu».
Falleció de cáncer de colon en Bucarest el 3 de julio de 2013, a los setenta años de edad.